# Permethrine
Permethrine (ISO-naam) is een insecticide dat behoort tot de groep van synthetische pyrethroïden. Door aanwezigheid van twee chirale centra in de molecule bestaan er vier stereo-isomeren. Het tast het zenuwstelsel van insecten aan.
De stof is opgenomen in de lijst van essentiële geneesmiddelen van de WHO.

## Toepassingen
De voornaamste toepassingen was als gewasbeschermingsmiddel bij onder andere graan, katoen, maïs en luzerne. Dit gebruik is echter in de Europese Unie niet meer toegelaten (Beschikking 2000/817/EG van de Europese Commissie van 27 december 2000). Permethrine is wel toegestaan in biociden. Het College voor de toelating van gewasbeschermingsmiddelen en biociden (CTGB) verleent deze ontheffingen in Nederland. Daarnaast zijn zogenaamde "treated articles" (producten die niet als hoofddoel het bestrijden van insecten hebben maar slechts behandeld zijn met een insectafwerend middel) toegestaan.
Permethrine is niet selectief en kan ook niet-schadelijke insecten en kleine zoogdieren zoals muizen schade toebrengen. Bovendien is de stof toxisch voor vissen en andere waterorganismen.
Het wordt verder wel gebruikt als houtbeschermingsmiddel tegen houtworm en andere houtaantastende insecten en tegen parasieten zoals teken en vlooien bij honden en andere kleine dieren. Permethrine mag niet gebruikt worden voor katten, omdat de lever van katten een minder efficiënte glucuronide-conjugatie kent, en daarom katten een acute intoxicatie kunnen oplopen. Voor jonge katten ligt de letale dosis op 50 mg. Permethrine is werkzaam tegen hoofdluis en schurft bij mensen (het middel is weinig toxisch voor de mens). Binnenshuis wordt het ingezet tegen wespen, termieten, kakkerlakken, tapijtkevers, zilvervisjes en motten. Het wordt ook aangewend bij het behandelen van kledij en muskietennetten tegen teken.

### Bijzondere toepassingen
In 2006 is het gebruik van permethrine als bestrijdingsmiddel enige tijd vrijgesteld, ten behoeve van de bestrijding van de insecten die blauwtong bij geiten, schapen en runderen kunnen verspreiden.
Sinds 2000 heeft het Nederlandse ministerie van Defensie enige malen ontheffing gevraagd van het verbod op toepassing van permethrine in verband van uitzending van militairen naar het buitenland. Het middel wordt gebruikt om uniformen te impregneren, als bescherming en afweer tegen muggen die ziekten als malaria kunnen overbrengen. Om de bescherming volledig te maken, moet de onbedekte huid met een insectenafwerend middel op basis van DEET worden ingesmeerd.

## Toxicologie en veiligheid
In de Verenigde Staten heeft de EPA permethrine, bij inname, als een mogelijke kankerverwekkende stof voor de mens geklasseerd, omdat uit dierproeven bleek dat het tumoren in long en lever van muizen kan veroorzaken.
Permethrine valt in ADR-gevarenklase 6.1.